# ارلیندو ماراکانا
ارلیندو ماراکانا (انگلیسی: Arlindo Maracanã؛ زادهٔ ۲ اکتبر ۱۹۷۸) بازیکن فوتبال اهل برزیل است.
از باشگاه‌هایی که در آن بازی کرده‌است می‌توان به باشگاه فوتبال فلومیننزه، باشگاه ورزشی واسکو دوگاما، و باشگاه فوتبال باهیا اشاره کرد.